# Blake of Scotland Yard
Blake of Scotland Yard é um seriado estadunidense de 1927, gênero ação, dirigido por Robert F. Hill, em 12 capítulos, estrelado por Hayden Stevenson e Grace Cunard. Foi produzido e distribuído pela Universal Pictures, e veiculou nos cinemas estadunidenses entre 15 de agosto e 31 de outubro de 1927. Teve uma seqüência, em 1929, The Ace of Scotland Yard, com os mesmo personagens e também estrelado por Grace Cunard.
Há um seriado homônimo, feito em 1937 pela Victory Pictures Production, dirigido igualmente por Robert F. Hill.
Este seriado é considerado perdido.

## Elenco
- Hayden Stevenson - Angus Blake
- Grace Cunard – Rainha dos Diamantes
- Gloria Grey - Lady Diane Blanton
- Herbert Prior - Lord Blanton
- Monte Montague - Jarvis
- Wilbur Mack - Albert Drexel
- Al Hart - The Spider (creditado Albert Hart)
- Walter Brennan – capanga (não-creditado)
- George Burton – capanga (não-creditado)
- Jack Kennedy – capanga (não-creditado)

## Capítulos
1. The Castle of Fear
2. The Spider's Web
3. The Vanishing Heiress
4. The Room Without a Door
5. Shots in the Dark
6. Ambushed
7. The Secret of the Coin
8. Into the Web
9. The Baited Trap
10. The Lady in White
11. The Closing Web
12. The Final Reckoning